# Atractodes tenuipes
Atractodes tenuipes là một loài tò vò trong họ Ichneumonidae.